# Arsen Hoxha
Arsen Hoxha (Fier, 1949. január 6. –) albán nemzetközi labdarúgó-játékvezető.

## Pályafutása

### Játékvezetőként
A játékvezetői vizsgát 1962-ben tette le. Pályafutása során hazája legfelső szintű labdarúgó-bajnokságának játékvezetője lett. A kosárlabda játékvezetésben is élvonalbeli bíróként szolgált. Az aktív nemzeti játékvezetéstől 1991-ben vonult vissza.
Az Albán labdarúgó-szövetség Játékvezető Bizottsága (JB) terjesztette fel nemzetközi játékvezetőnek, a Nemzetközi Labdarúgó-szövetség (FIFA) 1973-tól tartotta nyilván bírói keretében. Több nemzetek közötti válogatott és klubmérkőzést vezetett. Az albán nemzetközi játékvezetők rangsorában, a világbajnokság-Európa-bajnokság sorrendjében többedmagával a 3. helyet foglalja el 1 találkozó szolgálatával. Az aktív nemzetközi játékvezetéstől 1991-ben  búcsúzott. Nemzetközi mérkőzéseinek száma: 40.

### Sportvezetőként
Az Egyesült Államokban élve 2010-ben felkérték az albán JB irányítására.

## Statisztika

### Nemzetközi válogatott mérkőzése
| #  | Dátum          | Helyszín                    | Hazai   | Eredmény | Vendég   | Kiírás       | Gólok | Esemény |
| -- | -------------- | --------------------------- | ------- | -------- | -------- | ------------ | ----- | ------- |
| 1. | 1982. május 1. | Vajdahunyad, Corvin stadion | Románia | 3 – 1    | Ciprus   | Eb-selejtező | -     |         |
|    | Összesen       |                             |         | 1        | mérkőzés |              |       |         |